# Beernem
Beernem este o comună neerlandofonă situată în provincia Flandra de Vest, regiunea Flandra din Belgia. La 1 ianuarie 2008 avea o populație totală de 14.806 locuitori. 

## Geografie
Comuna actuală Beernem a fost formată în urma unei reorganizări teritoriale în anul 1977, prin înglobarea într-o singură entitate a 3 comune învecinate. Suprafața totală a comunei este de 71,68 km². Comuna este subdivizată în secțiuni, ce corespund aproximativ cu fostele comune de dinainte de 1977. Acestea sunt:
| - I. Beernem - II. Oedelem - IV. Oostveld - III. Sint-Joris |

Localitățile limitrofe sunt:
| - Comuna Ruiselede: - a. Ruiselede - Comuna Wingene: - b. Wingene - Comuna Oostkamp: - c. Hertsberge - d. Oostkamp - Orașul Bruges: - e. Assebroek - f. Sint-Kruis | - Orașul Damme: - g. Sijsele - Comuna Maldegem: - h. Maldegem - Comuna Knesselare: - i. Knesselare - Comuna Aalter: - j. Aalter |